# Het Paalhuis en de Nieuwe Brug te Amsterdam in de winter
Het Paalhuis en de Nieuwe Brug te Amsterdam in de winter is een schilderij van de Noord-Nederlandse schilder Jan Abrahamsz. van Beerstraten in het Amsterdam Museum.

## Voorstelling
Het stelt het Paalhuis voor aan het IJ in Amsterdam gezien vanaf de Nieuwe Brug. Helemaal links is het Huis met het Torentje te zien op de hoek van het Damrak en de Texelse Kade (tegenwoordig Prins Hendrikkade). Op de achtergrond is verder links de Haringpakkerstoren zichtbaar en rechts op palen de Nieuwe Stadsherberg. De schilder heeft de voorstelling verlevendigd door op de voorgrond verschillende figuren te schilderen, waaronder enkele straatverkopers en een man en vrouw die een slee voortbewegen.

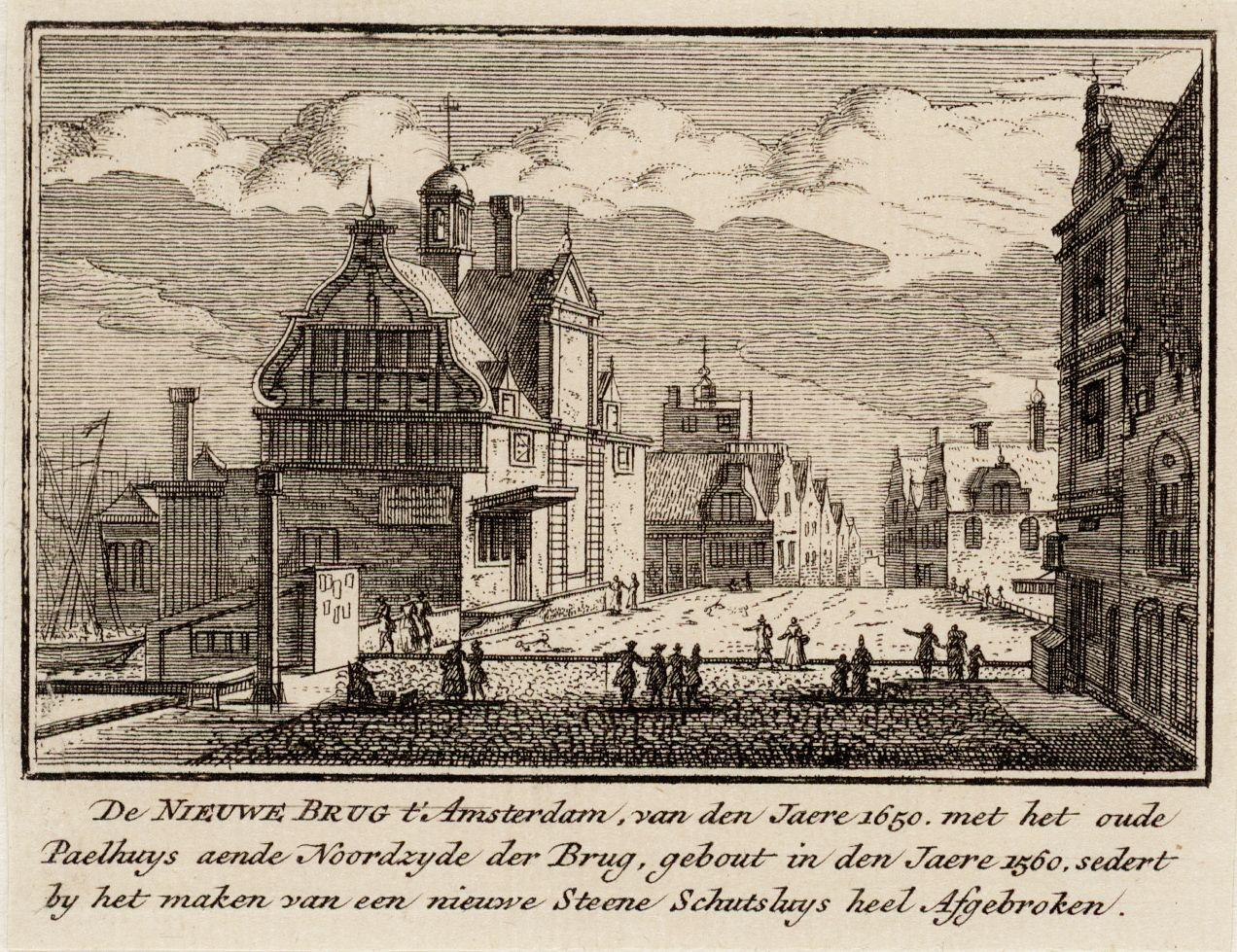
De Nieuwe Brug in Amsterdam in het jaar 1650. Amsterdam, Stadsarchief Amsterdam.

Het Paalhuis werd in 1560 gebouwd voor het innen van paal- of havengeld. Vanaf 1598 konden schippers hier ook hun meegebrachte post afgeven. Op die manier werd voorkomen dat de post in handen kwam van mensen die niet konden lezen en deze niet op de juiste bestemming aan zou komen. Aan de gevel en op de zuilen van de galerij rechts zijn dienstregelingen aangeplakt van trekschuiten, die in de buurt afgemeerd werden. Het Paalhuis werd rond het midden van de 17e eeuw afgebroken bij de aanleg van een schutsluis tussen het IJ en het Damrak.
De schilder, Jan van Beerstraten, kwam uit een familie van Amsterdamse topografieschilders. Op het schilderij combineert hij zijn vaardigheden als schilder van winterlandschappen en figuurschilder met een herkenbare locatie.

## Toeschrijving
Het schilderij is linksonder gesigneerd ‘I.BEERESTRAT[EN]’.

## Herkomst
Het werk is afkomstig uit de verzameling van de Rotterdamse verzamelaar Gerrit van der Pot, heer van Groeneveld. Het werk op 6 juni 1808 door het Rijksmuseum gekocht op de boedelveiling van Van der Pot in Rotterdam. Het werd in 2001 door het Rijksmuseum in bruikleen gegeven aan het Amsterdam Museum.